# Санта Исабел (Порторико)
Санта Исабел (шп. Santa Isabel) је општина у америчкој острвској територији Порторико, острвској држави Кариба.

## Демографија
По попису из 2010. године број становника је 23.274, што је 1.609 (7,4%) становника више него 2000. године.
| Група             | 2000.          | 2010.          |
| Белци             | 108 (0,5%)     | 67 (0,3%)      |
| Афроамериканци    | 2.018 (9,3%)   | 3.637 (15,6%)  |
| Азијати           | 22 (0,1%)      | 14 (0,1%)      |
| Хиспаноамериканци | 21.512 (99,3%) | 23.171 (99,6%) |
| Укупно            | 21.665         | 23.274         |